# Никълас Патрик
Никълас Джеймс Макдоналд Патрик (на английски: Nicholas James MacDonald Patrick) e американски инженер и астронавт на НАСА, участник в два космически полета.

## Образование
Никълас Дж. М. Патрик е роден в Солтбърн бай дъ Сий (на английски: Saltburn-by-the-Sea), Северен Йоркшър, Англия, близо до Мидълзбро. Завършва колежа Harrow в Лондон през 1982 г. През 1986 г. завършва Кеймбриджки университет, с бакалавърска степен по инженерство. През 1990 г. получава магистърски степени по инженерство в Кеймбриджки университет, Англия и по инженерна механика в Масачузетски технологичен институт, САЩ. През 1994 г. става американски гражданин. През 1996 г. става доктор по инженерна механика в Масачузетски технологичен институт, Кеймбридж, Масачузетс.

## Служба в НАСА
Никълас Патрик е избран за астронавт от НАСА на 4 юни 1998 г., Астронавтска група №17. През август същата година започва обучението му в космическия център Линдън Джонсън, Хюстън, Тексас. Получава назначения като CAPCOM офицер на мисиите STS-123 и STS-124. Взема участие в два космически полета и има 638 часа в космоса. Има в актива си три космически разходки с обща продължителност 18 часа и 14 минути. Напуска НАСА на 31 май 2012 г.

## Полети
Никълас Патрик лети в космоса като член на екипажа на три мисии:
| Космически полети на Никълас Джеймс Макдоналд Патрик             | Космически полети на Никълас Джеймс Макдоналд Патрик | Космически полети на Никълас Джеймс Макдоналд Патрик | Космически полети на Никълас Джеймс Макдоналд Патрик | Космически полети на Никълас Джеймс Макдоналд Патрик | Космически полети на Никълас Джеймс Макдоналд Патрик | Космически полети на Никълас Джеймс Макдоналд Патрик |
| №                                                                | Дата                                                 | КК                                                   | Емблема на мисията                                   | Функции                                              | Продължителност                                      |                                                      |
| ---------------------------------------------------------------- | ---------------------------------------------------- | ---------------------------------------------------- | ---------------------------------------------------- | ---------------------------------------------------- | ---------------------------------------------------- | ---------------------------------------------------- |
| 1                                                                | 9 декември 2006                                      | „Дискавъри“, мисия STS-116                           |                                                      | Специалист на мисията                                | 12 денонощия 20 часа 44 минути 16 сек.               |                                                      |
| 2                                                                | 8 февруари 2010                                      | „Индевър“, мисия STS-130                             |                                                      | Специалист на мисията                                | 13 денонощия 18 часа 08 минути 03 сек.               |                                                      |
| Сумарно време в космоса – 26 денонощия 14 часа 52 минути 19 сек. |                                                      |                                                      |                                                      |                                                      |                                                      |                                                      |

## Личен живот
Никълас Патрик е женен и има три деца.